# Christopher Abbott
Christopher Jacob Abbott (Connecticut, 10 de fevereiro de 1986) é um ator norte-americano.

## Vida pregressa
Christopher Jacob Abbott nasceu em Greenwich, em Connecticut, filho de Anna (nascida Servidio) e Orville Abbott. Ele tem uma irmã mais velha, Christina. O pai de Abbott nasceu no Caribe e sua avó materna Angelina nasceu em Rosà, uma cidade na província de Vicenza, na Itália. Ele se descreveu como um "Euro-vira-lata", com ascendência distante portuguesa e do Leste Europeu. Ele passou seus primeiros anos em Chickahominy, um bairro de classe trabalhadora e predominantemente ítalo-americano em Greenwich, e cresceu em Stamford. Abbott trabalhou em uma locadora de vídeo local e na loja de vinhos de seu amigo. Ele frequentou o Norwalk Community College pouco antes de começar a estudar atuação no HB Studio. Ele se mudou para Nova York em 2006 para ficar mais perto da escola.

## Prêmios e nominações
| Year | Award                                  | Category                                    | Trabalho                                              | Result   | Ref.   |
| ---- | -------------------------------------- | ------------------------------------------- | ----------------------------------------------------- | -------- | ------ |
| 2011 | Gotham Award                           | Melhor elenco                               | Martha Marcy May Marlene (compartilhado com o elenco) | Indicado | [ 17 ] |
| 2013 | SXSW Film Festival                     | Elenco                                      | All That I Am (compartilhado com o elenco)            | Venceu   | [ 18 ] |
| 2015 | Chicago Film Critics Association       | Melhor ator                                 | James White                                           | Indicado | [ 19 ] |
| 2015 | Chicago International Film Festival    | Prêmio de Artista Emergente                 | James White                                           | Venceu   | [ 20 ] |
| 2015 | Detroit Film Critics Society           | Melhor ator                                 | James White                                           | Indicado | [ 21 ] |
| 2015 | Gotham Award                           | Melhor ator                                 | James White                                           | Indicado | [ 22 ] |
| 2015 | Hamptons International Film Festival   | Desempenho inovador                         | James White                                           | Venceu   | [ 23 ] |
| 2016 | Independent Spirit Awards              | Melhor ator principal masculino             | James White                                           | Indicado | [ 24 ] |
| 2016 | International Cinephile Society Awards | Melhor ator                                 | James White                                           | Indicado | [ 25 ] |
| 2016 | Berkshire Theatre Award                | Desempenho excepcional de um ator masculino | The Rose Tattoo                                       | Indicado | [ 26 ] |
| 2020 | Golden Globe Award                     | Desempenho excepcional de um ator masculino | Catch-22                                              | Indicado | [ 27 ] |
| 2024 | Lucille Lortel Awards                  | Melhor ator principal em uma peça           | Danny and the Deep Blue Sea                           | Indicado | [ 28 ] |